# August Lüning (Mediziner, 1813)
August Friedrich Lüning (* 2. März 1813 in Gütersloh; † 18. Juni 1896 in Rüschlikon) war ein deutscher Burschenschafter und Schweizer Mediziner.

## Leben
Seine Eltern waren der protestantische Pastor Johann Friedrich Lüning und dessen Ehefrau Johanna Luisa Amalia geb. Velhagen. Seine Brüder waren Hermann Lüning und Otto Lüning.
Als die Familie 1827 nach Schildesche gezogen war, besuchte Lüning das Ratsgymnasium Bielefeld. Nach dem Abitur 1831 studierte er ab dem Wintersemester 1831/32 an der Ruprecht-Karls-Universität Heidelberg Rechtswissenschaft. Zum Sommersemester 1832 wechselte er an die Königliche Universität zu Greifswald. 1832 wurde er Mitglied der Alten Burschenschaft Arminia Greifswald, deren Sprecher er wurde. Im Dezember 1832 sekundierte er in einem Duell, woraufhin er mit sechs Wochen Verlust des Freitisches bestraft wurde. 1833 erhielt er das Consilium abeundi; denn mit seinem Bruder Hermann hatte er bei Obristlieutenant von Klaß Fensterscheiben eingeworfen. Eine weitere Bestrafung wegen eines verbotenen Gasthofbesuchs im Februar 1834 wurde vom Kanzler der Universität verhindert. Lüning plante sein juristisches Examen im Sommer 1834 in Berlin abzulegen. 1834 wird Lüning nach einer Untersuchung des Kammergerichts im Schwarzen Buch der Bundeszentralbehörde (Nr. 1.057) erwähnt. In der Demagogenverfolgung seit dem 15. August 1834 steckbrieflich gesucht, floh er in die Schweiz. 1836 wurde er in Abwesenheit wegen Hochverrats zu 25 Jahren Festungshaft verurteilt. Begnadigungsersuche von Lüning und seinem Vater wurden 1842 und 1844 von Friedrich Wilhelm IV. abgelehnt. 1836 bestand der Verdacht, Lüning habe den preußischen Spitzel Ludwig Lessing ermordet, was sich jedoch nicht nachweisen ließ. Eine angedachte Ausweisung aus der Schweiz verhinderten seine akademischen Lehrer Lorenz Oken, Johann Lukas Schönlein und Friedrich Arnold. Lüning war Mitglied im Züricher Komitee des Geheimbundes Junges Deutschland. An der Universität Zürich studierte er Medizin. 1838 wurde er zum Dr. med. promoviert. Lüning besuchte Vorlesungen von Georg Büchner. Ab 1840 lebte Lüning als praktischer Arzt in Rüschlikon, wo er 1853–1893 als Bezirksarzt und 1854–1874 als Kantonalstabsarzt im Range eines Oberstleutnants arbeitete. 1845 erhielt er in Rüschlikon das Bürgerrecht. 1846 heiratete er die aus Glasgow stammende Johanna Barbara (Babette) Hannah. Im Sonderbundskrieg 1847 und im Büsinger-Handel 1849 diente er Militärarzt.
Der Schweizer Mediziner August Lüning (1852–1925) war sein Sohn.

## Veröffentlichungen
- Prof. Hermann Lüning (1814–1874) – ein Lebensbild, bearbeitet von Roland Köhne. Jahresbericht des Historischen Vereins für die Grafschaft Ravensberg 76 (1986/87). (Online als pdf)